# Hiszpania na Letnich Igrzyskach Olimpijskich 1956
Hiszpanię na Letnich Igrzyskach Olimpijskich 1956 reprezentowało 6 zawodników. Był to ósmy start reprezentacji Hiszpanii na letnich igrzyskach olimpijskich. Sportowcy Hiszpanii nie zdobyli żadnego medalu. Hiszpania nie wysłała swoich sportowców do Melbourne z powodu obowiązującej tam  kwarantanny dla zwierząt. Wysłała ich natomiast do Sztokholmu, gdzie odbywały się zawody jeździeckie.
Najmłodszym reprezentantem Hiszpanii na tych igrzyskach był 24-letni jeździec – Carlos Figueroa, zaś najstarszym 51-letni jeździec – Faustino Domínguez.

## Skład reprezentacji

### Jeździectwo
- Faustino Domínguez – WKKW - indywidualnie – Nie zajął żadnego miejsca
- Joaquín Nogueras – WKKW - indywidualnie – Nie zajął żadnego miejsca
- Hernán Espinosa – WKKW - indywidualnie – Nie zajął żadnego miejsca
- Carlos López – Skoki przez przeszkody - indywidualnie – 14. miejsce
- Paco Goyoaga – Skoki przez przeszkody - indywidualnie – 15. miejsce
- Carlos Figueroa – Skoki przez przeszkody - indywidualnie – 36. miejsce
- Faustino Domínguez, Hernán Espinosa, Joaquín Nogueras – WKKW - drużynowo – Nie zajęli żadnego miejsca
- Carlos López, Paco Goyoaga, Carlos Figueroa – Skoki przez przeszkody - drużynowo – 6. miejsce